# Louis Furst
Louis Eugène Léopold Valentin Furst (* 11. Januar 1817 in Seltz; † 30. April 1891 in Zabern) war ein Architekt im Elsass, der zahlreiche Kirchen und Synagogen errichtete.

## Leben
Furst war der Sohn des ehemaligen Soldaten und Bürgermeisters von Seltz Antoine Furst und dessen Ehefrau Charlotte geborene Bauer. Er heiratete am 2. April 1850 in Straßburg Claire Triponé (* 17. September 1822 in Straßburg), die Tochter des Notars Émile Triponé und dessen Ehefrau Françoise Claire geborene Coze. Aus der Ehe gingen vier Söhne hervor, darunter der spätere Richter und Politiker Ferdinand Fürst.
Furst besuchte als Schüler von Leveil die Académie des Beaux-Arts in Paris und trat am 23. Dezember 1842 in die zweite Klasse ein. Er wurde Stellvertreter von Charles Morin als Leitender Architekt in Bas-Rhin (architecte en chef du Bas-Rhin). Im Juli 1847 wurde er Kreisarchitekt für einen Teil der Kantone im Unterelsass und 1849 Bezirksarchitekt (architecte d’arrondissement). Daneben war er von 1865 bis 1870 Stadtarchitekt und stellvertretender Bürgermeister in Zabern. Auch nach dem Fall an Deutschland setzte er seine Arbeit als Architekt bis 1887 fort. Die Mehrzahl der von ihm geplanten Gebäude waren Sakralgebäude im Stil des Historismus.

## Bauwerke (unvollständig)
- 1841: Synagoge in Hochfelden

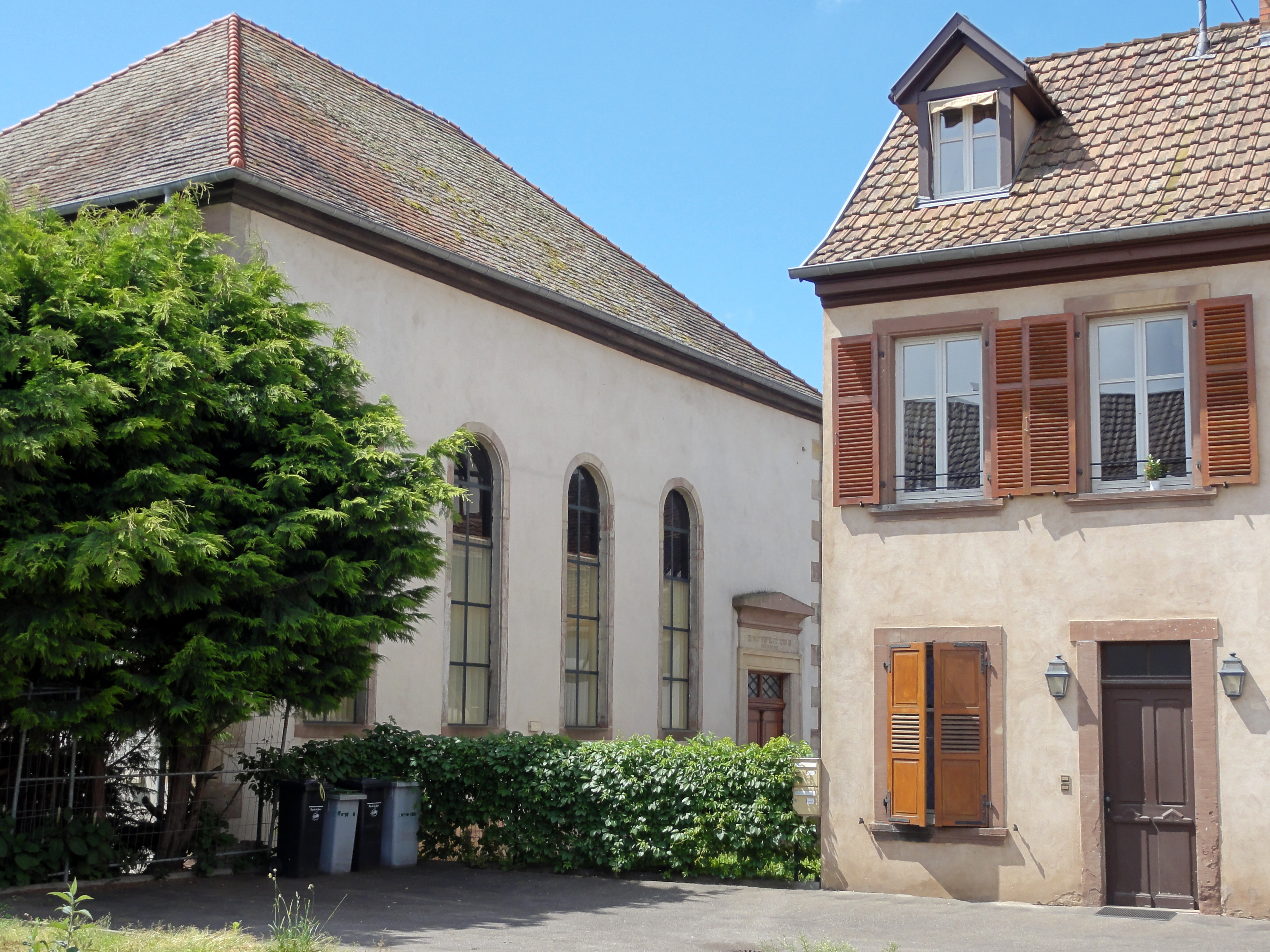
Ehemalige Synagoge in Hochfelden (links)

- um 1841: Rabbinerhaus und jüdische Schule in Hochfelden
- 1852: Restaurierung der evangelisch-lutherischen Kirche in Hattmatt
- 1853: Protestantische Kirche in Lichtenberg
- 1854: Pfarrkirche St-Léger in Reinhardsmunster
- 1856: Pfarrkirche St. Pankraz in Waldolwisheim
- 1859: Gebäude der Gendarmerie in Saverne
- 1867: Kirche St-Antoine in Hohengœft
- 1867/68: Synagoge in Diemeringen
- 1867/68: Synagoge in Ettendorf, Bas-Rhin
- 1868: Synagoge in Weiterswiller
- 1870: Synagoge in Mulhausen
- 1875: Synagoge in Neuwiller-lès-Saverne
- 1878: Protestantische Kirche in Lohr
- 1883: Pfarrkirche St-Augustin in Crastatt
- Protestantische Kirche in Furchhausen
- Protestantische Kirche in Kirrberg
- Protestantische Kirche in Niedermodern
- Pfarrkirche St-Michel in Otterswiller
- Katholische Schule in Weiterswiller